# Balthasar Streiff
Balthasar Streiff (* 1963) ist ein Schweizer Alphornbläser und Musik-Performer.

## Leben
Balthasar Streiff wuchs in Baden auf und lebt jetzt in Basel. Nach seinem Grundstudium an der Jazzschule Luzern (Trompete und Gesang) gründete er 1996 zusammen mit Christian Zehnder das Duo Stimmhorn, mit dem er mehrfach ausgezeichnet wurde und zahlreiche CDs, Filme und Musiktheater realisierte. Es folgten Konzerttouren durch die ganze Welt, Zusammenarbeit mit Huun-Huur-Tu, dem afrikanischen Obertonchor Noquolnquo und Mercan Dede.
Seit 1998 erhielt Streiff Kompositionsaufträge, u. a. als Bühnenmusiker/Performer vom Theater Basel, den Salzburger Festspielen, Schweizer Radio und Fernsehen, des SIA für den Konzertsaal des KKL Luzern oder als künstlerischer Leiter der Eröffnung des Lucerne Festivals 2009. 2002 zusammen mit Michael Büttler, Jennifer Tauder und Lukas Briggen gründete er das Modern Alphorn Quartett Hornroh. Von 2005 bis 2009 bildete er sich in lochloser Barocktrompete an der Schola Cantorum Basiliensis bei J. F. Madeuf weiter. 2007 hatte er einen Lehrauftrag als freier Dozent an der Hochschule Luzern für Alphorn und Büchel an der Abteilung Volksmusik. Mit dem Instrumentenbauer Otto Emmenegger setzte Balthasar Streiff im modernen Alphornbau neue Akzente.
2013 folgte das erste Soloprojekt StreiffTöne mit Alphorn und eigenen Texten unter der Regie des Schweizer Clowns Pello. Auch ist er im Alpin Project aktiv. Da treffen sich Balthasar Streiffs Hörner mit Thomas Aeschbachers Örgeli und Singoh Nketias Beats. Beim Berliner Alphornorchester ist er künstlerischer Leiter.

## Diskografie
Stimmhorn
- Heimatklänge (Soundtrack, 2007)
- igloo (stimmhorn & kold electronics, 2004)
- inland (2001)
- schnee (1997)
- melken (1996)

Hornroh
- gletsc (2015)
- Findling (2009)
- zirp (2003)
- sanshi: purpurberg (2001)